# Pier Paolo Pasolini
Pier Paolo Pasolini (Bologna, 1922. március 5. – Ostia, 1975. november 2.) olasz író, költő, teoretikus és filmrendező. A szélesebb közönség – főleg Magyarországon – inkább filmrendezőként ismeri. Egyike a 20. század legjelentősebb és nagyon sokoldalú művészeinek, aki mind magánéletével, mind pedig művészeti tevékenységével örökös viták és támadások kereszttüzében állt.

## Élete

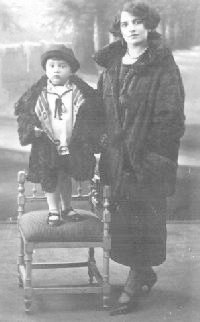
Pasolini hároméves korában az édesanyjával

Pier Paolo Pasolini édesapja, Carlo Alberto Pasolini katonatiszt volt, édesanyja, Susanna Colussi – aki néhány filmjében is szerepel – friuli tanítónő. Szüleihez komplexusokkal teli, ellentmondásos viszony fűzte: fasiszta érzelmű apjához sosem érezte közel magát, anyjával viszont legendásan szeretetteli volt a kapcsolata. (Önéletrajzi szempontból is különösen érdekes az Oidipusz király című filmje.) Élete egyik meghatározó tragédiája volt öccse, Guido halála: a Wehrmacht ellen partizánként harcoló 18 éves ifjút jugoszláv partizánok tévedésből ölték meg, 1945-ben. 
1942-ben jelent meg Pasolini első, friuli nyelven írt verseskötete, a Poesie a Casarsa. (A friuli nyelv és kultúra ápolását egész életében fontos feladatának tartotta.) 1945-ben a Bolognai Egyetemen megkapta tanári diplomáját, majd 1949-ig Friuli tartomány egyik kisvárosában, Casarsában tanított. Ez az időszak hozta közel az egyszerű emberek szinte már archaikus világához, amihez megannyi művében – például Az Élet trilógiája filmjeiben is – egyre reménytelenebbül próbált visszatérni. Casarsai korszakában került kapcsolatba az olasz kommunista párttal is, amelyhez élete végéig ambivalensen viszonyult.
Édesanyjával 1949-ben Rómába költözött. Miközben további művei jelentek meg, egyre nagyobb érdeklődéssel tanulmányozta a római külvárosok világát. Itt ismerkedett meg az 1950-es években a nehéz életű Citti-fivérekkel, Sergióval és Francóval, akikkel életre szóló barátságot kötött. Sergio a római argó elsőrangú ismerőjeként értékes segítséget nyújtott Pasolini írói, illetve ekkortájt kibontakozó forgatókönyvírói tevékenységéhez. Pier Paolo 1961-től rendezett filmeket, melyekben gyakran osztott fontos szerepeket Franco Cittinek. A filmművészet iránti lelkesedése némileg háttérbe szorította írói munkásságát. 1963-ban, A túró című rövidfilmje forgatásán találkozott Ninetto Davolival, aki legbizalmasabb barátja, szerelme és filmjeinek állandó szereplője lett. 1964-ben Budapestre is ellátogatott, ahol Lukács Györggyel is találkozott.
Provokatív alkotásai miatt gyakran összetűzésbe került a cenzúrával. Tabukat nem ismerő szókimondása következtében az olasz kulturális élet egyik leghevesebben bírált alakja lett, akit jobb- és baloldal egyaránt támadott. E támadásokat ráadásul a művész nyíltan vállalt homoszexualitása is táplálta.
1975. november 1-jéről 2-ra (halottak napja) virradó éjjel, tisztázatlan körülmények között gyilkolták meg az ostiai tengerparton, a hidroplán-kikötőben. A hivatalos változat szerint egy 17 éves fiúprostituált, Giuseppe Pelosi brutálisan összeverte egy szöges léccel, majd a még élő testen áthajtott a rendező kocsijával. Tettét azzal indokolta, hogy Pasolini állítólag váratlanul erőszakosan lépett fel vele szemben, s változtatni kívánt az előre megbeszélt szexuális szolgáltatás módján.
Mivel bizonyos nyomok arra utaltak, hogy Pelosin és Pasolinin kívül mások is jelen lehettek a tett helyszínén, az olasz értelmiségiek körében elterjedt az a teória, hogy Pasolinit politikai ellenfelei kelepcébe csalták, s tekintélyét bemocskoló módon elhallgattatták. A művész jó barátja, Giuseppe Zigaina egy harmadik elmélettel állt elő: szerinte előre megtervezett „öngyilkosságról” van szó, amelynek módját és helyét Pasolini maga választotta, s egyik drámájában előre meg is jósolta. 1995-ben, a gyilkosság 20 éves évfordulóján Marco Tullio Giordana rendező a Pasolini: egy olasz bűntény című játékfilmjében megpróbálta rekonstruálni az egykori eseményeket, és kiállt az összeesküvés-elmélet mellett. 
2005-ben, a 30 éves évfordulón Pelosi élő tévéadásban azt állította, hogy valóban nem ő ölte meg a rendezőt, ahogyan ezt sokan már 1975-ben is gyanították: a gyilkosságot annak idején azért vállalta magára, mert féltette hozzátartozóit a valódi tettesektől. Elmondása szerint a rendezőt azzal az ürüggyel csalták a tett helyszínére, hogy pénzért visszaadják neki utolsó filmje, a Salò, avagy Szodoma 120 napja ellopott tekercseit. Az olasz hatóságok ismételt vizsgálatot indítottak, amit rövidesen lezártak azzal az indoklással, hogy Pelosi állításait nem lehet bizonyítani, mivel a férfi senkit nem nevezett meg konkrétan, ráadásul számos fontos tanú azóta elhunyt.

## Az író és költő
Magyarországon jószerivel ismeretlen Pasolini írói-költői tevékenysége, noha néhány külföldi szaktekintély – talán kissé túlzó véleménye – szerint ezen a téren jelentősebbet alkotott, mint filmrendezőként. Ezt a mellőzöttséget egyébként maga Pasolini is szóvá tette egy 1969-es újságinterjúban: „Filmjeimről legalább beszélnek – akár jót, akár rosszat mondanak is –, irodalmi műveimről azonban nem.” Figyelemre méltó, hogy milyen sokoldalú volt írói tevékenysége: alkotott a novella, a regény, a dráma, a költészet, a kritika és a publicisztika területén. Ha ehhez hozzávesszük a nyelvelméletet és a filmművészetet, akkor láthatjuk, hogy sokkal szélesebb univerzumban alkotott, mint általában az írók és költők, munkásságának részterületei pedig állandó kölcsönhatásban álltak. Egyéniségéből adódóan művészetének jellegzetessége volt a polemizálás, az állandó konfrontálódás, az ellentétekből történő építkezés, s ezekkel összhangban költői eszközei is folyamatosan változtak, noha a klasszikus költészeti tradíció mindig meghatározó volt számára. 
Nem mellékes momentum kreativitásából fakadó állandó alkotási kényszere, amely társadalmi küldetéstudattal párosult. Diplomamunkáját Giovanni Pascoli költészetéről írta, de tanulmányt szentelt Dante Alighierinek is. (Utolsó filmje, a Salò, avagy Szodoma 120 napja szerkezetét Dante Isteni színjáték című klasszikusa ihlette.) Értelmiségi körökben nagy visszhangja volt Le ceneri di Gramsci (1957) című írásának, ugyanakkor vannak olyan vélemények, mely szerint e művében tartalom és forma nem állnak összhangban. (Vagyis a mű gondolati jelentősége vitathatatlan, stilisztikai szempontból azonban elavult.) Poesia in forma di rosa című 1964-es kötetében a versformák változatossága fedezhető fel. A csak rá jellemző, egyéni, „pasolinis” stílust legtöbb bírálója szerint a Trasumanar e organizzar című 1971-es kötetével érte el. Érdemes megfigyelni, hogy míg filmrendezői tevékenysége mindjárt egy remekművel indult, addig írói-költői pályája folyamatos fejlődés volt.
Híres regényei – Ragazzi di vita (1955), Una vita violenta (1959) – mentesek mindenfajta irodalmi stílusbravúrtól: témájukban a rendező korai játékfilmjeit előlegezik meg, míg szerkezetük szikár, funkcionális egyszerűsége Pasolini forgatókönyvírói tevékenységéhez kapcsolja őket. Halála után megjelent önéletrajzi regényei, az Atti impuri és az Amada mio számos olyan motívumot tartalmaznak, melyek filmrendezői munkásságában is dominánsan jelen vannak, így például a sivatag képét, mely főleg az Oidipusz király, a Teoréma (1968) és a Disznóól (1969) című filmjeiben kapott fontos szerepet.
Drámaírói tevékenysége a '60-as évek közepén bontakozott ki, egy betegséghez kapcsolódva. Kórházi tartózkodása ideje alatt hat drámát vázolt fel, melyeket később alaposan kidolgozott. E művek zömmel a szerző halála után kerültek színpadra, de viszonylag ritkán játsszák őket. Ennek oka az, hogy mind témájukban, mind kifejezőeszközeik tekintetében meglehetősen eltérnek a hagyományos színdaraboktól. A Pasolini-drámákban a szerző belső konfliktusai elevenednek meg, s ennek megfelelően felfokozott drámaiság helyett inkább egyfajta líraiság jellemzi őket. Szinte mindegyik drámájában kimutatható valamilyen antik hatás, legyen az a görög tragédiákat idéző kórus jelenléte, vagy egyszerűen csak Szophoklész árnya az apa-fiú kapcsolatot a homoszexualitás szemszögéből is vizsgáló Affabulazione (1969) című drámában.
Legjelentősebb drámája, a Pilade témáját is antik mítosz ihlette: Oresztész és Püladész viszályának históriája. Pasolini értelmezésében Oresztész a polgári értékek képviselője, míg Püladész személyesíti meg az örök lázadót, aki mindazokat maga mögött tudhatja, akik az oresztészi programon kívül állnak. Püladész bukása egyben azt szimbolizálja, hogy Pasolini elismeri a polgári demokrácia történelmi szükségszerűségét, de nem azonosul vele, tehetetlen szembenálló csupán. Érdemes megjegyezni, hogy a Disznóól című filmje is eredetileg drámának íródott, s csak később lett belőle mozgókép. Végül nem szabad említetlenül hagyni az 1963 és 1974 között íródott, de csak Pasolini halála után megjelent különös művet, a La Divina Mimesist, amely egyfajta tükörképe Dante Isteni színjátékának, megőrizve annak szerkezetét, melyet Pasolini a 20. századi Olaszországra és saját életútjára alkalmaz. A La Divina Mimesis egyik „kiadói” jegyzete – valójában a mű szerves része, maga Pasolini írta –, a töredékes alkotás szerzőjének különös haláláról szól: „bottal verték agyon tavaly Palermóban”. Ez a jegyzet az egyik bizonyíték annak az elméletnek az igazolására, mely szerint Pasolini tudatosan készült a halálra, előre „megírta” azt.

## A nyelvész

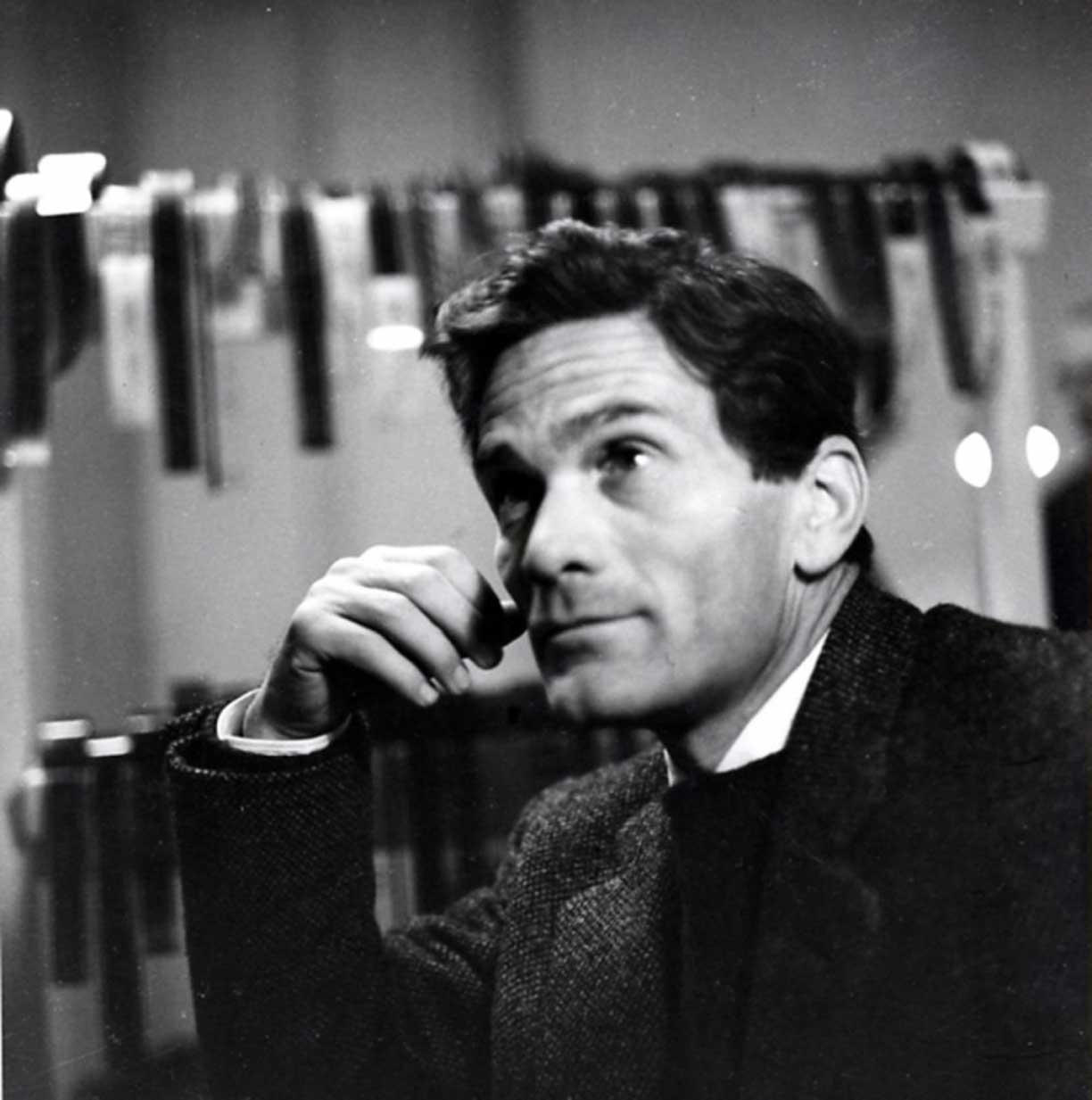
Pasolini a Máté evangéliuma forgatásakor mint forgatókönyvíró és rendező

Pasolini nyelvészeti tevékenysége alapvetően nem elméleti síkon zajlott: mind írásaiban, mind filmjeiben tudatosan, a gyakorlatban alkalmazta a nyelv kínálta lehetőségeket. Ezzel összefüggésben ismét említhetjük a friuli nyelv iránti elkötelezettségét vagy a La Divina Mimesist, amelyben külön jegyzet foglalkozik a nyelv kérdésével: ebben a szerző arról ír, hogy a mű majdani, végleges változatában hogyan használja fel a nyelv kínálta lehetőségeket is a Pokolban és a Paradicsomban játszódó részek megkülönböztetésére. A nyelvészet iránti érdeklődése és elkötelezettsége figyelhető meg írói-költői munkásságában is, amelyre jó példa a már említett kötet, a Trasumanar e organizzar. Filmjeiben ugyancsak fontos szerepet szánt a nyelvi eszközöknek. Például a Máté evangéliuma című alkotásában a különféle tájnyelvek használata egyúttal jellemzi is a szereplőket: Krisztus a hétköznapi életben nem használt kiejtéssel beszél, s mintegy ezzel is elkülönül a többi szereplőtől, hiszen a tanítványok dél-olasz kiejtéssel, Kajafás pedig toszkán tájszólásban beszél. 
Fontos elem a nyelv a Madarak és madárkákban (1966) is, ahol apának és fiának a madarak nyelvét kéne elsajátítania, hogy Assisi Szent Ferenc szavait továbbíthassák számukra, de ehhez végül meg kell tanulniuk metanyelven, ugrásokkal kommunikálni. Pasolini filmjeiben azonban annak is szerepe van, amikor a nyelv háttérbe szorul, szinte nincs szóbeli kommunikáció: ezáltal az olyan alkotásokban, mint a Teoréma vagy a Médea (1969), megnő a kimondott szavak jelentősége, de nagyobb hangsúlyt kap a csend vagy az azt megtörő, gyakran nyugtalanító zene is. Ennek egyfajta ellentéteként kap funkciót a verbalitás az utolsó filmekben: míg Az Élet trilógiája alkotásaiban a rendező szándékának megfelelően a szavak mintegy „a mesélés örömét” is hangsúlyozzák, addig a Salò, avagy Szodoma 120 napja esetében a verbalitás a szituáció steril jellegét, „természetellenességét” emeli ki, ahol a szöveg nem egyszer borzalmasabb, mint a látvány, s az egészet Ennio Morricone szinte „békebeli” kísérőzenéje ellenpontozza. 
Ebből az aspektusból érdemes megemlíteni, hogy Pasolini a Canterbury mesék (1972) és a Salò esetében is ragaszkodott az irodalmi művek eredeti nyelvéhez, s ennek megfelelően angol, illetve francia nyelvű változatot is készített ezekből a filmjeiből. (Sőt, a Canterbury meséket eleve angolul forgatták, s azt követte az olasz verzió elkészítése.) Elméleti síkon végzett nyelvészeti munkája kapcsán két motívumot érdemes kiemelni: 1964-ben az olasz nemzeti nyelvről tett kijelentése termékeny vitát élesztett újjá az olasz nyelvi normákról, illetve évekkel később javaslatot tett a nyelvi sokszínűség megőrzését célul kitűző „nyelvi obszervatórium” létrehozására, amelyre 1988-ban ténylegesen sor került.

## A teoretikus
Pasolini a filmkészítés gyakorlati oldala mellett alkotó módon foglalkozott a filmelmélet kérdésével is. Ebből a tevékenységéből „eretnek” filmelméletét muszáj kiemelni, amelynek megalkotásával az volt a célja, hogy új irányt adjon a filmelemzések kissé begyöpösödött, korszerűtlenné vált szemléletének. Vitatta azt a korábbi felfogást, mely szerint a film legkisebb egysége a kép vagy a beállítás: szerinte a legkisebb egységek azok a tárgyak, melyek a beállításban láthatók, ám ugyanakkor nem hagyható figyelmen kívül az sem, hogy egyetlen beállítás sem csak egyetlen tárgyat tükröz. 
Pasolini szerint a film tulajdonképpen nyelv, s az emberi cselekvés egyfajta nyelvi jellegű kifejezőeszköz, ezért a nyelvtanban használatos fonéma és morféma fogalmak mintájára kísérletet tett a kinéma fogalom bevezetésére is. A kinéma Pasolini értelmezésében mindazokat a tárgyakat, formákat és cselekedeteket jelenti, melyek a képen belül megnyilvánuló valóság részét képezik. Elismerve, hogy ezek a kinémák úgy önmagukban, mint egymással kölcsönhatásban igen tág asszociációs körrel rendelkeznek, úgy vélte, ennek ellenére feltételezhető, hogy bizonyos képek viszonylag tág civilizációs körben nagyjából azonos asszociációkat váltanak ki. Filmelméleti fejtegetései egyfajta összegzésére négy, egymásra épülő fokozatból álló „filmnyelvtan”-t dolgozott ki. Mondani sem kell, hogy „eretnek filmelmélet”-e (mely lényegesen komplexebb, mint a fenti, igen vázlatos ismertetés) nagy feltűnést keltett, de inkább elutasítást váltott ki.

## A forgatókönyvíró
Pasolini az '50-es évek közepétől írt forgatókönyveket, eleinte mások, később saját maga számára. Szó volt már arról, hogy egyes irodalmi művei funkcionális szerkezetük miatt már-már forgatókönyveknek tekinthetők. (Az Una vita violentát később ő maga dolgozta át forgatókönyvvé.) Mauro Bolognini számára írta a legtöbb forgatókönyvet, melyek közül A szép Antonio (1960) volt filmen a legsikeresebb. Meg kell említeni Federico Fellini remekét, a Cabiria éjszakáit (1957) is: a prostituáltak veszekedésének jelenetét, illetve a szakadéknál játszódó gyilkossági kísérlet epizódját Pasolini dolgozta ki, aki akkoriban már a római szleng egyik nagy ismerőjének számított. Bernardo Bertolucci is Pasolini forgatókönyvéből készítette első, sokak szerint legjobb filmjét, A kaszást (1962). Pasolini minden lehetséges módon „szerzője” akart lenni a filmjeinek, s ez az elsődleges oka annak, hogy saját filmjeinek is ő írta a forgatókönyveit.

## A filmrendező

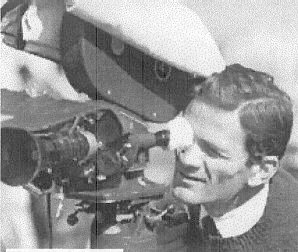
Pasolini A csóró forgatásakor

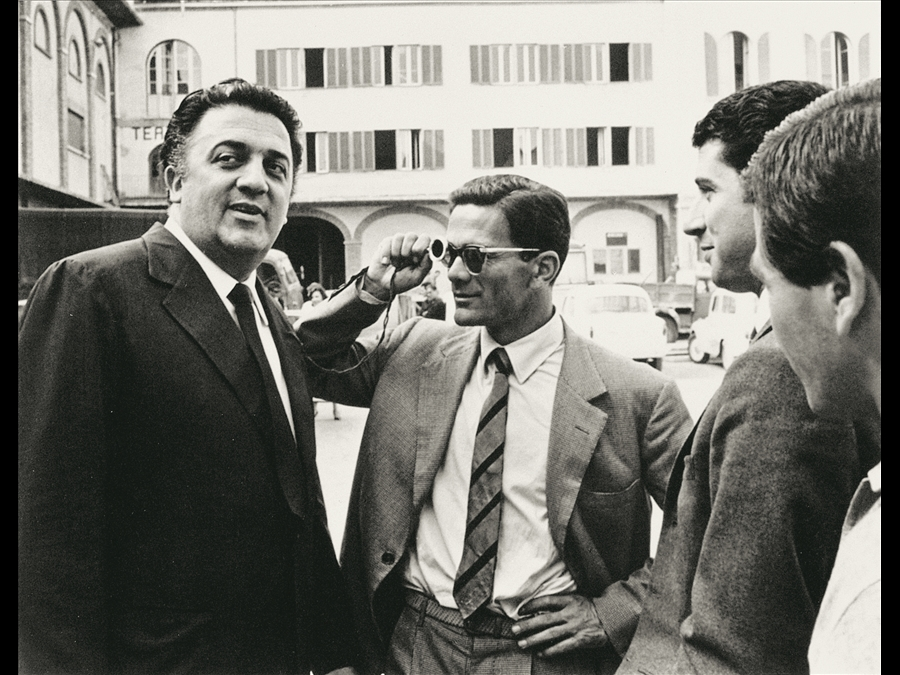
Fellini és Pasolini

Természetesen szó sincs arról, hogy Pasolini az irodalmi munkásságát kísérő szerényebb érdeklődés miatt fordult a film felé: a valódi magyarázat, hogy véleménye szerint a film közvetlenebbül képes megragadni a valóságot, mint az irodalom. Első saját filmként A kaszást akarta megvalósítani, de végül A csórót választotta: a történet egy részét már 1944-ben megírta. A főszerepre felfedezettjét és barátját, Franco Cittit szerződtette, s kizárólag amatőrökkel, az utcán akart forgatni. Nem csinált belőle problémát, hogy teljesen járatlan volt a filmkészítés gyakorlati részében: Jean-Luc Godard példája lebegett a szeme előtt, aki nem sokkal korábban szintén minden előzetes tapasztalat nélkül robbant be a filmvilágba a Kifulladásiggal (1959). Az első muszterek megtekintése után a mecénás, Federico Fellini (!) megvonta támogatását a filmtől. 
Színre lépett Alfredo Bini filmproducer, aki teljesen szabad kezet adott Pasolininek, s egészen az Oidipusz királyig finanszírozta a rendező munkáit. A csóró jelentősége többek között abban állt, hogy egy olyan Rómát mutatott be a közönségnek, amely addig hiányzott a filmvászonról: a nincstelenek, lecsúszottak, kitaszítottak világát, akik számára csak a halál jelentette a megváltást. Ezt a világot újabb oldalról ábrázolta a második játékfilm, a Mamma Róma (1962), melynek hősnője megpróbál kitörni ebből a miliőből, megvalósítani az áhított kispolgári létet, de nem jár sikerrel. A címszerepben Anna Magnani csodálatos alakítást nyújtott, de a rendező nem volt teljesen elégedett vele: szerinte a színésznő nem élte, hanem „csak” játszotta a szerepet.
Pasolini következő jelentős alkotása, A túró című szkeccsfilm már előkészületi fázisban botrányt kavart. A kész mű miatt az olasz bíróság négyhavi felfüggesztett börtönbüntetésre ítélte Pasolinit az államvallás kigúnyolásának vádjával. A történet egy örökké éhes statisztáról szól, aki sok tragikomikus szituáció után, jóllakottan hal meg a kereszten, mint az egyik lator Jézus mellett, egy vallási témájú film forgatása közben. 
A Mamma Róma és A túró (1963) mellett Pasolini két dokumentumfilmet forgatott. A düh (1963) alapötlete az volt, hogy a közelmúlt eseményeit jobb- és baloldali szemszögből egyaránt bemutassák. Pasolini a baloldali, Giovanni Guareschi pedig a jobboldali nézőpontot képviselte. Ironikus, hogy ez a film nem Pasolini miatt, hanem Guareschi epizódjának állítólagos rasszizmusa következtében került süllyesztőbe. A Beszélgetések a szerelemről korát megelőző vállalkozás volt: Pasolini az átlagemberek szexuális szokásait kívánta feltérképezni. A film nem aratott sikert, s ezzel a munkájával a művész le is zárta a valósághoz közvetlenül kapcsolódó mozgóképei sorát. 
A Máté evangéliumát Pasolini eredetileg az írott műhöz szó szerint ragaszkodva kívánta leforgatni, de aztán mégis megkísérelte azt áttételes módon aktualizálni. Noha titokban kezdettől fogva Dél-Itáliában akarta elkészíteni a filmet, önmaga megnyugtatására elutazott a Szentföldre is, helyszíneket keresni. Később kijelentette, hogy Izrael már túl modern ahhoz, hogy a produkció helyszínéül szolgáljon. A szükséges pénzt A túró körüli botrányok miatt igen nehéz volt összeszedni. A kész mű szintén felkavarta a kedélyeket, bár nem kis meglepetésre most az egyházi illetékesek a legnagyobb elismeréssel nyilatkoztak Pasolini csodálatos alkotásáról. 
A Madarak és madárkák egyfajta „ideokomikus mese” apáról és fiáról. Többféle síkon értelmezhető története éppúgy szól az emberiség útkereséséről, mint hit és fanatizmus, vallás és ideológia kérdéseiről. A lét értelmét keresi az Oidipusz király főhőse is: történetébe egyrészt beleszövődnek Pasolini saját életének motívumai, másrészt a keretes szerkezet révén a rendező egyfajta időtlenséget ad az antik mítosznak.
A polgári társadalom széthullásának elkerülhetetlenségéről szól költői formában a Teoréma, amely szintén nagy viharokat kavart a vallási motívumok és a szexualitás merész összekapcsolása miatt. Az Istent (vagy legalábbis valami magasztosat) szimbolizáló titokzatos vendég egy nagypolgári család minden tagjával szexuális kapcsolatba lép, ám az egyesülés csupán a cselédlány életébe hoz pozitív fordulatot. A Disznóól a polgári világ felbomlásának egy előrehaladottabb fázisát örökíti meg, amelyben egy párhuzamos, „mitikus” cselekményszál mintha a jelenben játszódó események végletekig lecsupaszított, archetipikus megfelelője vagy akár ellentéte lenne. A szintén antik mítosz alapján forgatott Médea Pasolininek a harmadik világ iránti vonzódását is tükrözi: Médea az örök kívülállókat, a „mások”-at jelképezi, akinek barbár világa összeegyeztethetetlen a „civilizált” társadalommal. A főszerepre a rendezőnek sikerült megnyernie a világhírű operaénekesnőt, Maria Callast. 
A polgári világ csődjét megfogalmazó filmek után Pasolini érdeklődése a világirodalom klasszikus mesegyűjteményei felé fordult, s Az Élet trilógiája összefoglaló címmel három filmet rendezett egymás után: a Dekameron (1971) Giovanni Boccaccio, a Canterbury mesék Geoffrey Chaucer azonos című novellagyűjteményei alapján készült, míg Az Ezeregyéjszaka virágai (1974) forrását a híres arab mesegyűjtemény, az Ezeregyéjszaka jelentette. E filmek a szexualitás mint örök emberi érték különböző megnyilvánulási formáit állítják középpontba, derűs világképük ellenére azonban mégis a Halál az egyik visszatérő motívum bennük. 
Nem sokkal a harmadik film bemutatója után maga Pasolini is illúziónak minősítette mindazt, amit a Trilógiában ábrázolni próbált, s egy esszében vonta vissza annak alapelveit. Keserű kiábrándulásának döbbenetes lenyomata utolsó filmje, a Salò, avagy Szodoma 120 napja, amely nehezen nézhető képsorokban ábrázolja, hogy miként alázhatja meg és pusztíthatja el a Hatalom a neki kiszolgáltatott egyéneket: megfosztja őket egyéniségüktől, önbecsülésüktől, szabad akaratuktól, a testük feletti rendelkezéstől, a többi emberhez való kötődésüktől, hitüktől, s miután mindent elvett tőlük, az életüktől is.
2006-ban mutatták be Giuseppe Bertolucci Pasolini prossimo nostro című dokumentumfilmjét, amely a Salò, avagy Szodoma 120 napja megszületésének körülményeit idézi fel interjúk és számos, korábban publikálatlan fotó felhasználásával. 2008. szeptember 5-én volt premierje Olaszországban a La rabbia di Pasolini című 83 perces dokumentumfilmnek. Ebben Bertolucci kísérletet tesz arra, hogy rekonstruálja az 1963-ban bemutatott A düh című dokumentumfilm Pasolini által rendezett részét, mely annak idején rövidített változatban jutott el a mozikba.

## Ismertebb művei

### Verseskötetek
- 1942 Poesie a Casarsa
- 1945 Poesie
- 1945 Diarii
- 1945–1947 Dal diario
- 1946 I pianti
- 1949 Dov'è la mia patria
- 1953 Sonetto primaverile
- 1954 La meglio gioventù
- 1954 Il canto popolare
- 1957 Le ceneri di Gramsci
- 1958 L'Usignolo della Chiesa Cattolica
- 1961 La Religione mio tempo
- 1961–1964 Poesia in forma di rosa
- 1965 Poesie dimenticate
- 1971 Trasumanar e organizzar
- 1975 La nuova gioventù. Poesie friulane 1941–1974

### Regények
- 1955 Ragazzi di vita
- 1959 Una vita violenta
- 1962 L'odore dell'India
- 1962 Il sogno di una cosa
- 1962 Amado mio – Atti impuri
- 1965 Alì dagli occhi azzurri
- 1968 Teorema
- 1975 La Divina Mimesis
- 1992 Petrolio

### Drámák
- 1965 Italie Magique
- 1967 Pilade
- 1968 Orgie
- 1968 Porcile
- 1969 Affabulazione
- 1973 Calderón
- 1977 Bestia da stile

### Esszék
- 1960 Passione e ideologia
- 1960 Canzoniere italiano, poesia popolare italiana
- 1962 Empirismo eretico
- 1976 Lettere luterane
- 1977 Le belle bandiere
- 1979 Descrizioni di descrizioni
- 1979 Il caos
- 1979 La pornografia è noiosa

(A szócikk írója által fellelt források nem egységesek Pasolini irodalmi munkásságát illetően: a művek konkrét keletkezési dátumai keverednek bennük a különböző kiadások évszámaival.)

## Teljes rendezői filmográfia

### Egész estés játékfilmek
- 1961 A csóró (Accattone)
- 1962 Mamma Róma (Mamma Roma)
- 1964 Máté evangéliuma (Il Vangelo secondo Matteo)
- 1966 Madarak és madárkák (Uccellacci e uccellini)
- 1967 Oidipusz király (Edipo re)
- 1968 Teoréma (Teorema)
- 1969 Disznóól (Porcile)
- 1970 Médea (Medea)
- 1971 Dekameron (Il Decameron)
- 1972 Canterbury mesék (I racconti di Canterbury)
- 1974 Az Ezeregyéjszaka virágai (Il fiore delle mille e una notte)
- 1975 Salò, avagy Szodoma 120 napja (Salò o le 120 giornate di Sodoma)

### Szkeccsfilmek
- 1963 A túró (La ricotta: a Rogopag című film része)
- 1967 A Holdról látott Föld (La terra vista dalla luna: A boszorkányok című film része)
- 1968 Mik a felhők? (Che cosa sono le nuvole?: a Szeszély olasz módra című film része)
- 1969 A papírvirág jelenete (La sequenza del fiore di carta: a Szerelem és düh című film része)

### Rövidfilmek és dokumentumfilmek
- 1963 A düh (La rabbia)
- 1963 Beszélgetések a szerelemről / Szerelmi cselszövések (Comizi d’amore)
- 1964 Helyszínkeresés Palesztinában (Sopralluoghi in Palestina)
- 1965 A kegyetlen apa (Il Padre selvaggio)
- 1967 Jegyzetek egy Indiáról szóló filmhez (Appunti per un film sull’ India)
- 1970 Jegyzetek egy Afrikai Oreszteiához (Appunti per un’ Orestiade Africana)
- 1970 Appunti per un romanzo dell'immondeza
- 1971 Sana falai (Le mura di Sana)
- 1972 Dodici dicembre 1972 (nincs feltüntetve a stáblistán)
- 1974 Pasolini e… la forma della città
- 2008 La rabbia di Pasolini

## Díjak és jelölések

### Arany Medve díj
- 1969 jelölés Szerelem és düh (vele együtt jelölve: Carlo Lizzani, Bernardo Bertolucci, Jean-Luc Godard és Marco Bellocchio)
- 1971 jelölés Dekameron
- 1972 díj Canterburyi mesék

### Arany Oroszlán díj
- 1962 jelölés Mamma Róma
- 1964 jelölés Máté evangéliuma
- 1967 jelölés Oidipusz király
- 1968 jelölés Teoréma
- 1969 jelölés Disznóól

### Arany Pálma
- 1966 jelölés Madarak és madárkák
- 1974 jelölés Az Ezeregyéjszaka virágai

### BAFTA-díj
- 1968 jelölés Máté evangéliuma

### Ezüst Medve díj
- 1971 díj Dekameron

### Ezüst Szalag díj
- 1960 díj A vagányok éjszakája, legjobb eredeti forgatókönyv
- 1965 díj Máté evangéliuma, legjobb rendező
- 1967 díj Madarak és madárkák, legjobb eredeti forgatókönyv

### Kinema Junpo-díj
1970 (Oidipusz király) – legjobb idegen nyelvű film

## Magyarul megjelent művei
- Kiáltvány egy új színházért; ford. Pintér Judit / Mámor; ford. Szkárosi Endre; in: Színház, 1993/ápr.[2]
- Egy halott énekei; vál., ford., utószó Parcz Ferenc; Új Mandátum, Bp., 1994 (Emberhalász könyvek)
- Mindenszentek és Halottak között. Pier Paolo Pasolini; összeáll., szöveggond. Parcz Ferenc; Új Mandátum–Montázs, Bp., 2000
- Eretnek empirizmus; ford. Csantavéri Júlia et al.; Osiris, Bp., 2007
- Amado mio / Tisztátalan cselekedetek; ford. Preszler Ágnes, szerk., utószó Puskás István; Kalligram, Pozsony, 2008 (Pier Paolo Pasolini válogatott munkái)
- Utcakölykök. Regény; ford. De Martin Eszter, Puskás István; Kalligram, Pozsony, 2009 (Pier Paolo Pasolini válogatott munkái)
- Forgatókönyvek. Mamma Róma; ford. Lukácsi Margit; Kalligram, Pozsony, 2010 (Pier Paolo Pasolini válogatott munkái)
- Egy erőszakos élet; ford. De Martin Eszter; Kalligram, Pozsony, 2011 (Pier Paolo Pasolini válogatott munkái)
- Korom vallása. Versek; ford. Csehy Zoltán; Kalligram, Pozsony, 2013 (Pier Paolo Pasolini válogatott munkái)
- Olaj. Regény; ford. Puskás István; Kalligram, Pozsony, 2015 (Pier Paolo Pasolini válogatott munkái)